# 文化人
文化人（ぶんかじん、英:a person of culture）は、文化的教養を身につけた教養人のこと。主に芸術や学問の分野で活躍している人のことも言う。

## 概略
清水幾太郎は、以下のような文化人論を述べている。

## 出演・講演
オスカープロモーションなどの芸能事務所では、所属タレントとは別に文化人とも契約している。芸能人とは異なりテレビ出演のみをマネージメントし、本業には干渉しない「業務提携」という契約もある。
テレビ局にとっては芸能人よりギャラが低額だが専門知識がある文化人はコメンテーターとして使いやすく、文化人も本業の宣伝になるためメリットが大きいとされる。
テレビに出演する所属タレントの同行したマネージャーが、共演した文化人をスカウトすることもあるという。

## 一般に文化人とされる職業の例
- 著作家、小説家、随筆家、評論家、コラムニスト、文筆家
- 俳人、詩人、歌人
- 学者、大学教授
- 裁判官、検察官、弁護士
- マジシャン
- 画家、絵師、書家、茶人、写真家、陶芸家、彫刻家、建築家
- 映画監督、脚本家、演出家、プロデューサー
- 漫画家、漫画原作者
- 作詞家、作曲家、演奏芸術家、ミュージシャン
- 歌手、俳優
- 囲碁棋士、将棋棋士
- 宇宙飛行士
- デザイナー